# Knoxville (Pennsylvanie)
Pour les articles homonymes, voir Knoxville.
Knoxville est un borough du comté de Tioga en Pennsylvanie.
Sa population était de 69 habitants en 2010.